# Coupe de la Ligue islandaise de football 2007
La coupe de la ligue islandaise de football 2007(Lengjubikarinn 2007) est la 12e édition de la compétition.
La compétition débute le 16 février 2007 avec le match opposant l'ÍA Akranes au Fjölnir Reykjavík, dans le cadre du groupe 2. 
La finale a lieu le 1er mai 2007 entre le FH Hafnarfjörður et le Valur Reykjavík. Les deux clubs se disputeront quelques mois plus tard le titre de champion d'Islande. 
Le FH Hafnarfjörður remporte pour la quatrième fois la coupe de la Ligue à l'issue d'un match gagné 3-2 (1-1 à l'issue du temps réglementaire) après prolongation. C'est la toute première fois qu'un club remporte la coupe de la Ligue islandaise deux années de suite.

## Déroulement de la compétition

### Poule 1 (Lengjubikarinn - A deild karla riðill 1)

#### Classement
| Pos | Club               | Match | G | N | P | Pour | Contre | Dif. | Points |          |
| --- | ------------------ | ----- | - | - | - | ---- | ------ | ---- | ------ | -------- |
| 1   | FH Hafnarfjörður   | 7     | 6 | 1 | 0 | 21   | 7      | +14  | 19     | Qualifié |
| 2   | Valur Reykjavík    | 7     | 5 | 0 | 2 | 15   | 5      | +10  | 15     | Qualifié |
| 3   | HK Kopavogur       | 7     | 3 | 2 | 2 | 6    | 8      | -2   | 11     | Qualifié |
| 4   | Víkingur Reykjavík | 7     | 3 | 1 | 3 | 17   | 11     | +6   | 10     | Qualifié |
| 5   | Fylkir Reykjavík   | 7     | 3 | 1 | 3 | 14   | 13     | +1   | 10     |          |
| 6   | Stjarnan Garðabær  | 7     | 2 | 1 | 4 | 15   | 14     | +1   | 7      |          |
| 7   | KA Akureyri        | 7     | 1 | 1 | 5 | 6    | 21     | -15  | 4      |          |
| 8   | UG Grindavík       | 7     | 1 | 1 | 5 | 5    | 20     | -15  | 4      |          |

#### Matchs
- 17/02/07 - FH 5-0 Grindavík
- 17/02/07 - Víkingur R. 1-2 Valur
- 17/02/07 - Fylkir 4-2 Stjarnan
- 18/02/07 - KA 0-3 HK
- 24/02/07 - FH 3-0 KA
- 24/02/07 - Valur 3-0 Fylkir
- 25/02/07 - HK 2-1 Víkingur R.
- 25/02/07 - Grindavík 0-5 Stjarnan
- 03/03/07 - Grindavík 0-1 HK
- 04/03/07 - FH 2-1 Valur
- 09/03/07 - Víkingur R. 2-3 FH
- 10/03/07 - Stjarnan 1-2 Valur
- 11/03/07 - KA 2-2 Grindavík
- 11/03/07 - Fylkir 0-0 HK
- 15/03/07 - Grindavík 1-0 Valur
- 17/03/07 - KA 0-3 Víkingur R.
- 20/03/07 - HK 0-5 Stjarnan
- 22/03/07 - FH 4-3 Fylkir
- 25/03/07 - HK 0-0 FH
- 25/03/07 - KA 3-0 Stjarnan
- 01/04/07 - Víkingur R. 6-2 Grindavík
- 01/04/07 - Valur 2-0 HK
- 02/04/07 - Stjarnan 1-4 FH
- 03/04/07 - Fylkir 5-1 KA
- 10/04/07 - Víkingur R. 3-1 Fylkir
- 19/04/07 - Fylkir 1-0 Grindavík
- 19/04/07 - Valur 5-0 KA
- 19/04/07 - Stjarnan 1-1 Víkingur R.

### Poule 2 (Lengjubikarinn - A deild karla riðill 2)

#### Classement
| Pos | Club                 | Match | G | N | P | Pour | Contre | Dif. | Points |          |
| --- | -------------------- | ----- | - | - | - | ---- | ------ | ---- | ------ | -------- |
| 1   | Breiðablik Kopavogur | 7     | 7 | 0 | 0 | 27   | 8      | +19  | 21     | Qualifié |
| 2   | KR Reykjavík         | 7     | 6 | 0 | 1 | 15   | 5      | +10  | 18     | Qualifié |
| 3   | ÍBK Keflavík         | 7     | 3 | 1 | 3 | 19   | 16     | +3   | 10     | Qualifié |
| 4   | Fram Reykjavík       | 7     | 3 | 1 | 3 | 14   | 12     | +2   | 10     | Qualifié |
| 5   | ÍBV Vestmannaeyjar   | 7     | 2 | 1 | 4 | 8    | 13     | -5   | 7      |          |
| 6   | ÍA Akranes           | 7     | 2 | 1 | 4 | 10   | 20     | -10  | 7      |          |
| 7   | Fjölnir Reykjavík    | 7     | 1 | 2 | 4 | 17   | -6     | 5    |        |          |
| 8   | Þróttur Reykjavík    | 7     | 1 | 0 | 6 | 24   | -13    | 3    |        |          |

#### Matchs
- 16/02/07 - ÍA 2-2 Fjölnir
- 18/02/07 - Breiðablik 5-3 ÍBV
- 18/02/07 - Keflavík 6-4 Þróttur R.
- 24/02/07 - Breiðablik 3-2 Keflavík
- 24/02/07 - Fram 3-0 ÍA
- 03/03/07 - Keflavík 3-0 ÍBV
- 04/03/07 - ÍBV 0-0 Fjölnir
- 04/03/07 - KR 2-0 Þróttur R.
- 09/03/07 - ÍA 1-3 KR
- 10/03/07 - Fjölnir 2-7 Fram
- 11/03/07 - Þróttur R. 1-4 Breiðablik 	Egilshöll
- 16/03/07 - Breiðablik 6-0
- 16/03/07 - ÍBV 2-0 Fram
- 16/03/07 - Keflavík 1-4 KR
- 20/03/07 - KR 1-0 Fjölnir
- 22/03/07 - ÍA 1-6 Keflavík
- 23/03/07 - Fjölnir 2-4 Breiðablik
- 24/03/07 - Þróttur R. 2-3 Fram
- 29/03/07 - Þróttur R. 1-3 ÍBV
- 29/03/07 - Fram 1-1 Keflavík
- 02/04/07 - Fram 0-3 KR
- 04/04/07 - Keflavík 0-3 Fjölnir
- 13/04/07 - Breiðablik 2-0 Fram
- 13/04/07 - Þróttur R. 0-4 ÍA
- 14/04/07 - ÍBV 0-2 KR
- 17/04/07 - Fjölnir 2-3 Þróttur R.
- 19/04/07 - KR 0-3 Breiðablik
- 19/04/07 - ÍA 2-0 ÍBV

### Tableau final (Lengjubikarinn - A deild karla Úrslit)

#### Quart de finale
- Les matchs de ce tour se sont déroulés le 23 avril 2007.

| Date          | Équipe 1             | Résultat      | Équipe 2           |
| ------------- | -------------------- | ------------- | ------------------ |
| 23 avril 2007 | Fram Reykjavik       | 1 - 3         | FH Hafnarfjordur   |
| 23 avril 2007 | KR Reykjavik         | 1 - 1 tab 7-8 | HK Kopavogur       |
| 23 avril 2007 | Breidablik Kopavogur | 1 - 2         | Vikingur Reykjavik |
| 23 avril 2007 | Valur Reykjavik      | 3 - 1         | IBK Keflavik       |

#### Demi-finale
| Date          | Équipe 1           | Résultat | Équipe 2        |
| ------------- | ------------------ | -------- | --------------- |
| 27 avril 2007 | Vikingur Reykjavik | 0 - 1    | Valur Reykjavik |
| 27 avril 2007 | FH Hafnarfjörður   | 4 - 1    | HK Kopavogur    |

#### Finale
La finale a eu lieu le 1er mai 2007.

##### Feuille de match
| Équipes          | FH Hafnarfjörður - Valur Reykjavík |
| Score            | 3-2 |
| Date             | 1er mai 2007 |
| Stade            | Stjörnuvöllur, (Garðabær) |
| Arbitre          | Egill Már Markússon |
| Buts             | 50e Bjarki Gunnlaugsson 1-0, 76e Daníel Hjaltason 1-1, 99e Allan Dyring 2-1, 110e Atli Guðnason 3-1, 120e Daníel Hjaltason 3-2 |
| FH Hafnarfjörður | Daði Lárusson, Davíð Þór Viðarsson Tommy Fredsgaard Nielsen, Heimir Snær Guðmundsson, Bjarki Gunnlaugsson (Allan Dyring 112e), Tryggvi Guðmundsson, Sigurvin Ólafsson (Dennis Michael Siim 71e), Matthías Guðmundsson (Ólafur Páll Snorrason 108e), Matthías Vilhjálmsson (Atli Guðnason 71e), Sverrir Garðarsson, Hjörtur Logi Valgarðsson Entraîneur : Ólafur Davíð Jóhannesson                                             |
| Valur Reykjavík  | Gunnar Einarsson, Atli Sveinn Þórarinsson, Birkir Már Sævarsson, Sigurbjörn Örn Hreiðarsson (Hafþór Ægir Vilhjálmsson 59e), Baldur Bett (Örn Kató Hauksson 105e), Helgi Sigurðsson (Daníel Hjaltason 46e), Pálmi Rafn Pálmason (Kristinn Hafliðason 105e), Baldur Ingimar Aðalsteinsson, Rene Skovgaard Carlsen, Guðmundur Benediktsson (Dennis Bo Mortensen 59e), Sigurður Bjarni Sigurðsson Entraîneur : Willum Þór Þórsson |
| Avertissements   | - |
| Expulsions       | Willum Þór Þórsson 110e, Allan Dyring 118e |

## Source
- http://ksi.is